# Vera Ferra-Mikura
Vera Ferra-Mikura, eig. Gertrud Mikura geb. Ferra  (* 14. Februar 1923 in Wien; † 9. März 1997) war eine österreichische Kinder- und Jugendbuch-Autorin. 

## Leben
Vera Ferra-Mikura arbeitete nach dem Abschluss der Hauptschule zunächst in der Vogelhandlung ihrer Eltern und später als Laufmädchen in einem Warenhaus in Wien. Während des Zweiten Weltkrieges  war sie als Stenotypistin in einem Architektenbüro und nach 1945 als Lektorin in einem Verlag tätig.
Ihre letzte Ruhestätte befindet sich auf dem Wiener Südwestfriedhof (Gruppe 4, Reihe 2, Nummer 5).
Seit 1948 war sie freie Schriftstellerin. Im selben Jahr heiratete sie den Staatsoperntänzer Ludwig Mikura, mit dem sie zwei Kinder hatte. In den Jahren 1948 und 1949 war Ferra-Mikura Gesellschafterin des von Karl Konrad Bauer gegründeten „Mont Blanc Verlages“.
Nach ihrem Buch Das Luftschloß des Herrn Wuschelkopf entstand 1966/67 das erste österreichische Kindermusical.

## Künstlerisches Schaffen
Nahezu alle Kinderbücher Vera Ferra-Mikuras sind gekennzeichnet durch einen magischen Realismus. Sozialkritik wird nicht ausgespart. Dennoch vermitteln die Handlung und die agierenden Personen Trost und Hoffnung. Vera Ferra-Mikura selbst sagt zu ihren Büchern: „Ein unklarer oder negativer Schluss hinterlässt Mutlosigkeit. Nicht einmal der erwachsene Mensch, der stärker ist als das Kind, kommt ohne Illusionen aus.“ Bekannt wurde sie vor allem auch mit den Geschichten über die Stanisläuse, welche im Verlag Jungbrunnen erschienen. Darüber hinaus sind es zudem Ferra-Mikuras phantastische Texte, die zu ihrer literarischen Bedeutung beigetragen haben. So postuliert Susanne Blumesberger, dass Ferra-Mikura in ihren phantastischen Texten „völlig selbstständig zu der neuen Richtung der Kinder- und Jugendliteratur gefunden [habe], die den Namen ‚phantastische Erzählung‘ oder ‚magischer Realismus‘ erhielt.“ Ferra-Mikura gilt somit, neben der österreichischen Schriftstellerin Erica Lillegg, als Pionierin der phantastischen Erzählung für Kinder im deutschsprachigen Raum.

## Auszeichnungen und Ehrungen

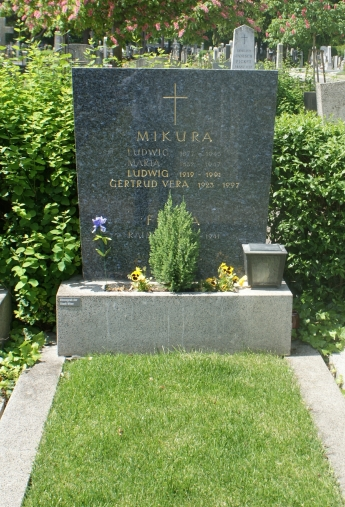
Grabstätte von Gertrud Ferra-Mikura

- 1951 Literatur- und Förderpreis der Stadt Wien
- 1962 Österreichischer Kinder- und Jugendbuchpreis für Der alte und der junge und der kleine Stanislaus
- 1963 Kinderbuchpreis der Stadt Wien für Unsere drei Stanisläuse
- 1963 Österreichischer Kinder- und Jugendbuchpreis für Unsere drei Stanisläuse
- 1964 Österreichischer Kinder- und Jugendbuchpreis für Lustig singt die Regentonne
- 1988 Ehrenmedaille der Bundeshauptstadt Wien in Gold
- 2004 wurde in Wien-Dornbach (17. Bezirk), Hernalser Hauptstraße vor dem Fußballstadion des Wiener Sportclubs und einem Studentenheim, der Vera-Ferra-Mikura-Weg nach ihr benannt.

## Werke

### Kinderbücher
- Der Käferspiegel, 1946. Festungsverlag. Bilder: Emmy Grimme-Sagai
- Der Märchenwebstuhl, 1946. Festungsverlag. Bilder: Emmy Grimme-Sagai
- Bürgermeister Petersil, 1952. Verlag Jungbrunnen. Bilder: Gertrude Winkler
- Riki. Roman für junge Mädchen, 1952. Weg-Verlag. Bilder: Emmy Grimme-Sagai
- Die Kinder vom Rabenberg, 1953. Verlag Jungbrunnen. Bilder: Rudolf Dirr
- Wien-Gansdorf 40km, 1954. Verlag-Jungbrunnen. Bilder: Rudolf Dirr
- Der Teppich der schönen Träume, 1955. Kremayr & Scheriau. Bilder: Ernst Schrom und Magda Widhalm
- Maxi und die großen Leute, 1956. Kremayr & Scheriau. Bilder: Gerti Lichtl
- Zaubermeister Opequeh, 1956. Verlag Jungbrunnen. Bilder: Romulus Candea
- Bravo Kasperl, 1956. Kremayr & Scheriau. Bilder: Emanuela Delignon
- Der seltsame Herr Sauerampfer, 1957. Verlag Jungbrunnen. Bilder: Romulus Candea
- Willi Einhorn auf fremden Straßen, 1958. Verlag Jungbrunnen. Bilder: Romulus Candea
- Die zehn kleinen Negerlein, 1958. Buchgemeinschaft Jung-Donauland. Bilder: Felicitas Kuhn
- Deine Karoline, 1959. Verlag Jugend & Volk. Bilder: Fritzi Weidner
- Die gute Familie Stengel, 1959. Verlag Jungbrunnen. Bilder: Romulus Candea
- Meine Freundin Rosine, 1961. Verlag Jungbrunnen. Bilder: Romulus Candea
- Zwölf Leute sind kein Dutzend, 1962. Verlag Jugend & Volk. Bilder: Gertraud Eben
- Der alte und der junge und der kleine Stanislaus, 1962. Verlag Jungbrunnen. Bilder: Romulus Candea
- Peppi und die doppelte Welt, 1963. Verlag Jugend & Volk. Bilder: Gertraud Eben
- Unsere drei Stanisläuse, 1963. Verlag Jungbrunnen. Bilder: Romulus Candea
- Das rosa Haus in der Entengasse, 1963. Verlag Jungbrunnen. Bilder: Romulus Candea
- Besuch bei den drei Stanisläusen, 1964. Verlag Jungbrunnen. Bilder: Romulus Candea
- Lustig singt die Regentonne, 1964. Verlag Jungbrunnen. Bilder: Romulus Candea
- Die Mäuse der drei Stanisläuse, 1965. Verlag Jungbrunnen. Bilder: Romulus Candea
- Kasperl und der böse Drache, 1965. Buchgemeinschaft Jung-Donauland. Bilder: Emanuela Delignon
- Das Luftschloß des Herrn Wuschelkopf, 1965. Verlag Jungbrunnen. Bilder: Romulus Candea
- Ein Löffel für das Krokodil, 1966
- Der nette König Mandolin, 1966
- Tante Rübchen zieht um, 1966
- Gute Fahrt, Herr Pfefferkorn, 1967. Verlag Jungbrunnen. Bilder: Romulus Candea
- Opa Heidelbeer gähnt nicht mehr, 1968. Verlag Jungbrunnen. Bilder: Romulus Candea
- Valentin pfeift auf dem Grashalm, 1970. Verlag Jungbrunnen. Bilder: Romulus Candea
- Herr Plusterflaum erlebt etwas, 1970
- Ein Vormittag mit Trallala, 1971
- Lieber Freund Tulli, 1973 - 1. Auflage 1969, steht so im Buch!
- Sigismund hat einen Zaun, 1973
- Alles Gute, kleiner Stanislaus!, 1974. Verlag Jungbrunnen. Bilder: Romulus Candea
- Mein lieber Teddy, 1974
- Meine Kuh trägt himmelblaue Socken, 1975
- Kasperl macht Ferien, 1977
- Nelli aus der Wolkenkratzerstraße, 1977
- Und übermorgen bin ich 13, 1977
- Simon und Sabine von der Burgruine, 1978
- Mein grüngestreiftes Geisterbuch, 1980. Verlag Jungbrunnen. Bilder: Christina Oppermann-Dimow
- Die Oma gibt dem Meer die Hand, 1982. Verlag Jungbrunnen. Bilder: Barbara Resch
- Horoskop für den Löwen, 1982
- Der Spion auf dem fliegenden Teppich, 1984
- Ich weiß einen Flohmarkt, 1984
- Die unheimliche Tante Elli, 1985
- Das Denken überlass nicht den Pferden!, 1986. Verlag Jungbrunnen. Bilder:
- Veronika, Veronika, Veronika, rufen die drei Stanisläuse, 1995. Verlag Jungbrunnen. Bilder: Romulus Candea
- 1, 2, 3, dann reite ich durch den ganzen Himmel. Ill. v. Renate Habinger u. Linda Wolfsgruber. Verlag Bibliothek der Provinz, Weitra 2007. ISBN 978-3-85252-787-1

### Als Mitautorin
- Das Sprachbastelbuch, 1975. Verlag Jugend & Volk
- Amik der Biber und andere Tiergeschichten aus dem Lesehaus, 1979. Verlag Jugend & Volk
- Damals war ich vierzehn, 1979. Verlag Jugend & Volk
- Macht die Erde nicht kaputt : Geschichten für Kinder über uns, 1984. Herder Verlag

### Werke für Erwachsene
- Melodie am Morgen. Gedichte, 1946
- Die Sackgasse. Roman, 1947
- Die Lektion. Erzählung, 1959
- Schuldlos wie die Mohnkapsel. Gedichte. Prosa, 1961
- Zeit ist mit Uhren nicht meßbar. Gedichte, 1962
- Literarische Luftnummer. Kurzgeschichten, 1970
- Der Schlangebiß. Hörspiel, 1980
- Panoptikum. Erzählungen. Verlag Bibliothek der Provinz, Weitra 2015. ISBN 978-3-99028-308-0